# Mykhaylo Ishchenko
Mykhaylo Oleksiyovich Ishchenko (em russo: Анатолий Викторович Федюкин: Morozovsk, 19 de maio de 1950) é um ex-handebolista soviético, campeão olímpico.
Mykhaylo Ishchenko fez parte do elenco campeão olímpico de handebol nas Olimpíadas de Montreal de 1976, e prata em Moscou 1980, ele atuou em 18 jogos como goleiro, em três Olimpíadas.